# سیارک ۴۴۱۰
سیارک ۴۴۱۰ (به انگلیسی: 4410 Kamuimintara، نامگذاری:1989YA) چهار هزار و چهارصد و دهمین سیارک کشف شده‌است که در ۱۷ دسامبر ۱۹۸۹ کشف شد.
قدر مطلق سیارک برابر ۱۱٫۹۰ است.